# Castello di Saint-Cloud
Il castello di Saint-Cloud era un castello reale in Francia, costruito su un luogo che guarda verso la Senna a Saint-Cloud in Hauts-de-Seine, a circa 10 chilometri ad ovest di Parigi.
L'Hôtel d'Aulnay, esistente sul sito, fu ampliato in un castello nel sedicesimo secolo dalla famiglia dei banchieri fiorentini Gondi, poi da Monsieur Filippo di Francia, duca d'Orléans, nel diciassettesimo secolo e infine da Maria Antonietta nel 1780 circa. Dopo essere stata reggia di Napoleone Bonaparte e dell'Imperatore Napoleone III, il castello andò distrutto nel 1870, durante la guerra franco-prussiana.
Oggi rimangono soltanto alcuni edifici attigui ed il Parco alla francese di 460 ettari, che costituiscono il Domaine national de Saint-Cloud. Il Pavillon de Breteuil nel parco è stato la sede del Bureau international des poids et mesures dal 1875.

## Sedicesimo secolo: i Gondi
I Gondi erano una famiglia di banchieri fiorentini stabilitisi a Lione durante i primi anni del sedicesimo secolo, giunti alla corte della Francia nel 1543, al seguito di Caterina de' Medici. Negli anni settanta del secolo, la regina offrì a Girolamo di Gondi una dimora a Saint-Cloud, l'hôtel d'Aulnay, che si trasformò nel nucleo del futuro castello con un'ala ad angolo che si protendeva verso una terrazza. La facciata principale affacciava a sud, con un'ala che terminava in un padiglione che permetteva una vista panoramica sulla Senna. Enrico III di Francia si installò in questa casa per condurre l'assedio di Parigi durante le guerre di religione francesi e qui venne assassinato dal monaco domenicano Jacques Clément.
Dopo la morte di Girolamo di Gondi nel 1604 l'edificio venne venduto nel 1618 dal figlio Giovanni Battista II de Gondi a Jean de Bueil, conte di Sancerre, che morì poco dopo. Il castello fu allora ricomprato da Jean François Paul de Gondi, arcivescovo di Parigi. L'arcivescovo abbellì molto il complesso, in particolare i giardini grazie all'opera di Thomas Francine.
Dopo la morte di Giovanni Francesco di Gondi, nel 1654, l'edificio venne ereditato da Filippo Emanuele di Gondi e poi da suo nipote Henri de Gondi, Duca di Retz, che vendette la proprietà nel 1655 a Barthélemy Hervart, un banchiere d'origine tedesca che era allora intendente delle finanze. Questi ingrandì il parco a dodici ettari realizzando ingenti opere di ricostruzione, tra le quali una grande cascata, diversa da quella attualmente esistente nel parco.
I giardini furono disegnati da Israel Silvestre, secondo lo stile all'italiana, con facciate affrescate. I giardini discendevano verso la Senna digradando in una serie di terrazze, con fontane ad ogni livello. [ pubblichi ]

## Diciassettesimo secolo:Monsieur, Filippo duca d'Orléans
L'8 ottobre 1658, Hevart organizzò una sontuosa festa a Saint-Cloud in onore del giovane Luigi XIV di Francia, di suo fratello minore Filippo di Francia, Monsieur Duca d'Orléans, di loro madre la Regina madre Anna d'Austria e del cardinale Mazarino. Due settimane dopo, il 25 ottobre, Monsieur comprò il castello e le sue pertinenze per 240.000 lire tornesi. Sembra che Mazarino abbia favorito la vendita, contribuendo ad una politica di sviluppo della rete di castelli reali ad ovest di Parigi, salvando l'eccessivamente arricchito Hervart dal destino di Nicolas Fouquet, la cui festa a Vaux-le-Vicomte lo condusse alla rovina e alla prigione.
Monsieur si occupò dei lavori di costruzione a Saint-Cloud fino alla sua morte nel 1701: i progetti furono disegnati e realizzati dall'architetto Antoine Le Pautre, che costruì le ali dell'edificio nel 1677. Il castello che fu ricostruito per Monsieur aveva una forma ad U aperta ad oriente, verso la Senna, con il castello dei Gondi, orientato a sud, integrato nell'ala di sinistra. Sul retro, una lunga orangerie si prolungava lungo l'ala destra della corte. Il viale d'ingresso, bordato da dépendance, alcune delle quali ancora esistenti, arrivava da un angolo tramite un piccolo ponte.
All'interno, l'appartamento di Madame, Enrichetta d'Inghilterra che si trovava nell'ala di sinistra venne decorato da Jean Nocret nel 1660 e i 45 metri della galleria d'Apollo, che occupava tutta l'ala di destra, venne decorata con i miti di Apollo da Pierre Mignard entro il 1680.
Nel mese di ottobre del 1677, cinque giorni di sontuose feste in onore di Luigi XIV inaugurarono le nuove decorazioni e dimostrarono lo splendore di Monsieur. La galleria era preceduta e seguita da un salone ad ambedue le estremità, una scelta che sarebbe poi stata impiegata anche a Versailles.
A seguito della morte di Le Pautre nel 1679, il lavoro venne continuato dal suo assistente Jean Girard, un maestro muratore piuttosto che un esperto architetto e forse da Thomas Gobert. Jules Hardouin Mansart intervenne verso la fine del secolo, progettando una grande scala nell'ala di sinistra sulla maniera dello scalone degli Ambasciatori a Versailles.
I giardini furono reinventati da André Le Nôtre secondo la moda à la française vigente all'epoca ed il parco raggiunse le dimensioni che mantiene oggi. La Grande Cascata, costruita nel biennio 1664-1665 da Antoine Le Pautre, è sopravvissuta. Il bacino ed il canale più basso sono stati aggiunti da Hardouin-Mansart nel 1698. Per questi lavori si pensa che siano state spese un totale di 156.000 lire tornesi.

## Diciottesimo secolo: i duchi d'Orléans e Maria Antonietta

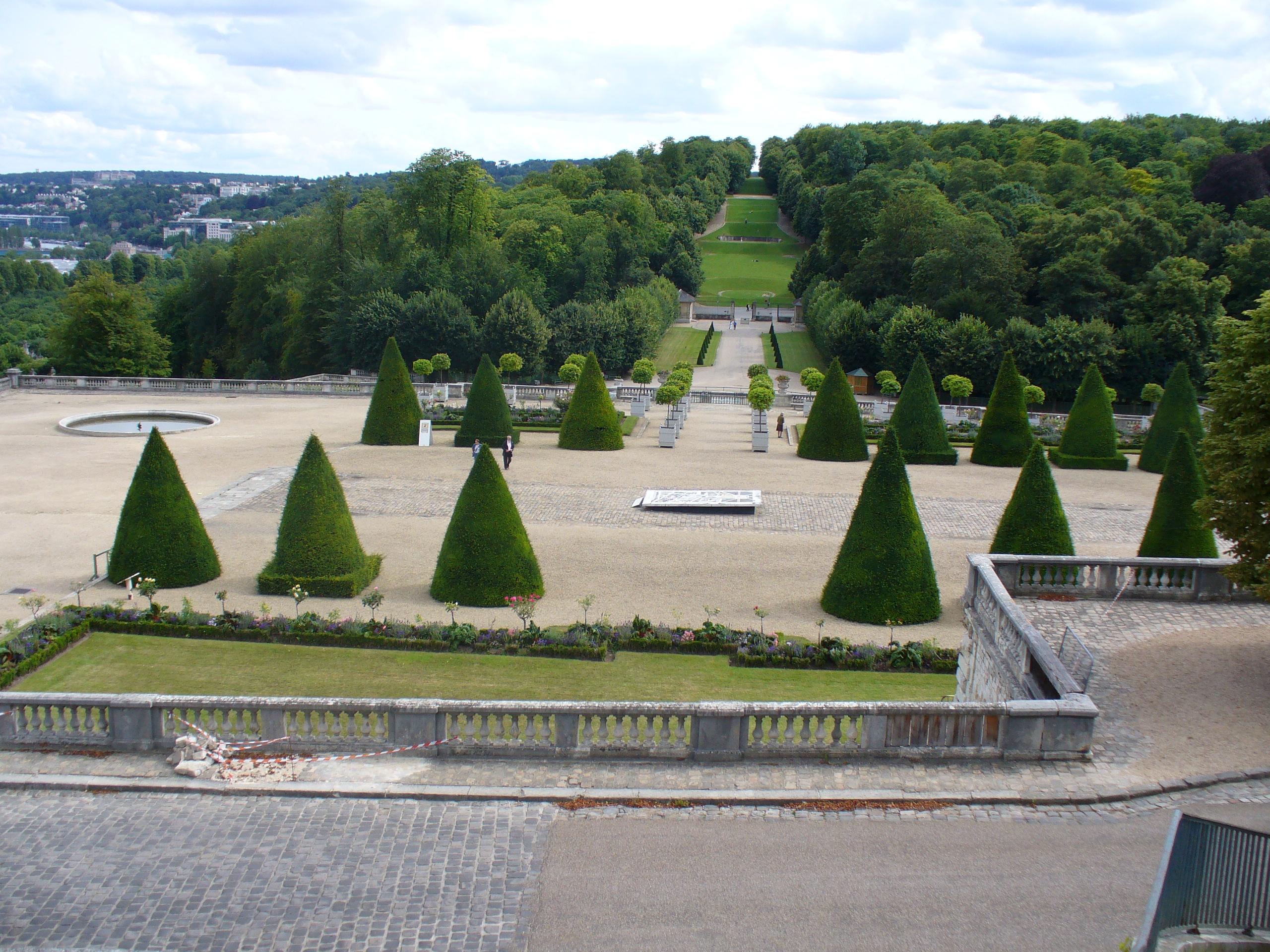
Giardini all'italiana del castello

Saint-Cloud passò agli eredi di Monsieur e rimase nelle loro mani per quasi tutto il diciottesimo secolo. Dopo lunghi negoziati venne comprato nel 1785 da Luigi XVI per la moglie Maria Antonietta, la quale pensava che l'aria di Saint-Cloud avrebbe fatto bene ai suoi figli. Il duca Luigi Filippo d'Orléans, Duca d'Orléans, che non si era più recato al castello fin dal suo matrimonio morganatico con Madame de Montesson, fu spinto a vendere dietro il pagamento di sei milioni di lire.
Dopo che l'acquisto del palazzo fu ufficializzato, Maria Antonietta iniziò a far trasformare il suo nuovo palazzo privato. Tra il 1787 e il 1788 il suo architetto preferito, Richard Mique, ingrandì il corps de logis e la metà adiacente dell'ala destra, ricostruendo anche la parte anteriore del giardino. Lo scalone di Hardouin-Mansart venne demolito per creare nuove scale di pietra che davano sugli appartamenti di stato.
Il castello fu inizialmente rifornito dal sovrintendente alla casa reale con collezioni provenienti da altre residenze reali, ma presto un nuovo mobilio venne commissionato appositamente. Le sedie e cassettoni intarsiati con cornici in bronzo dorato nel più ricco stile Luigi XVI, cominciavano ad essere trasportati a Saint-Cloud nei primi giorni della Rivoluzione francese. Posta agli arresti domiciliari alle Tuileries dall'ottobre 1789, la famiglia reale fu autorizzata a soggiornare a Saint-Cloud durante i mesi estivi. Progettato come residenza privata, il castello di Saint-Cloud fu preparato nella primavera del 1790 per accogliere la corte, da giugno a novembre 1790. Nel 1790 il castello fu il palcoscenico del famoso incontro fra Maria Antonietta e Mirabeau.
Nell'aprile 1791, i rivoltosi impedirono alla famiglia reale di recarsi a Saint-Cloud, il che, in parte, determinerà la fuga a Varennes due mesi dopo.

## Rivoluzione ed Impero

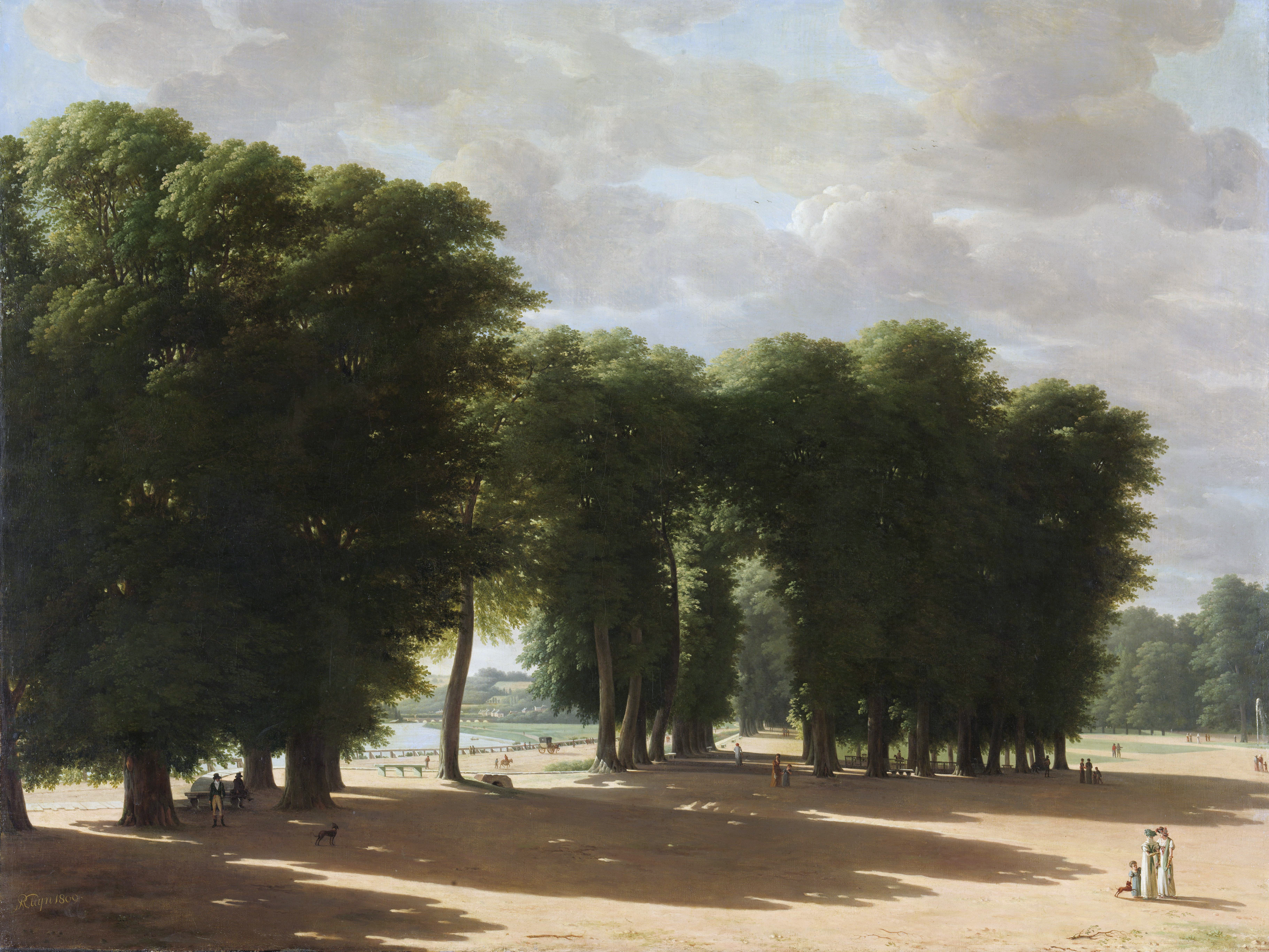
Il giardino agli inizi del secolo XIX

Il castello fu dichiarato un bene nazionale ma svuotato dalle vendite rivoluzionarie. Fu nell'orangerie che avvenne il colpo di Stato del 18 brumaio (10 novembre 1799) con cui il Direttorio fu soppresso e proclamato il Consolato: dopo cinque anni Napoleone Bonaparte venne proclamato imperatore dei francesi ancora a Saint-Cloud, il 18 maggio 1804. L'imperatore fece del castello la sua residenza preferita e trasformò il salone di Venere nella sala del trono, della quale l'edificio era ovviamente privo, ma non mise mano in modo rilevante alle decorazioni interne.

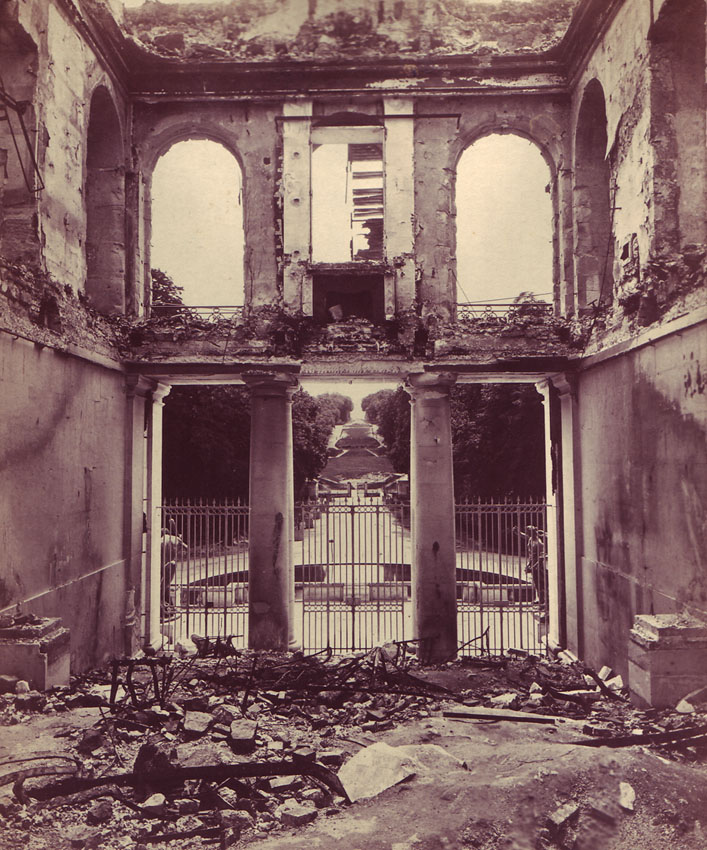
I resti del palazzo dopo l'incendio

Fu di nuovo a Saint-Cloud, nella Galleria d'Apollo, che Napoleone III si proclamò imperatore dei Francesi il 1º dicembre 1852. Durante il Secondo Impero, Napoleone III e l'imperatrice Eugenia tennero corte a Saint-Cloud in primavera e autunno. Napoleone III fece demolire l'orangerie nel 1862 ed Eugenia trasformò la camera da letto di Madame in un salone stile Luigi XVI.
Napoleone III dichiarò guerra alla Prussia il 28 luglio 1870: le colline che dominano Parigi furono occupate dai Prussiani durante l'assedio di Parigi, e bocche da fuoco vennero posizionate nei pressi del castello: i bombardamenti francesi colpirono la costruzione, che venne divorata dalle fiamme il 13 ottobre 1870. Fortunatamente, molta parte dei suoi arredi erano stati spostati dall'imperatrice Eugenia dopo la dichiarazione di guerra. Le pareti scoperchiate che ancora stavano in piedi furono tirate giù nel 1891. Il frontone dell'ala destra del castello, una delle parti meglio conservate dell'edificio, fu comprato da Ferdinando I di Bulgaria e venne integrato nel suo palazzo Euxinograd sulla costa del Mar Nero.

## Oggi
Oggi il parco di 460 ettari costituisce il Domaine nationale de Saint-Cloud ed include il giardino alla francese progettato da Le Nôtre, il giardino floreale di Maria Antonietta, un giardino all'inglese del 1820 circa, 10 fontane e un belvedere su Parigi conosciuto come "la lanterna", perché vi veniva accesa una lanterna quando l'imperatore si trovava nel castello. Molte migliaia di alberi nel parco sono stati abbattuti o danneggiati da una tempesta il 26 dicembre 1999.